# 윌리엄 라셀

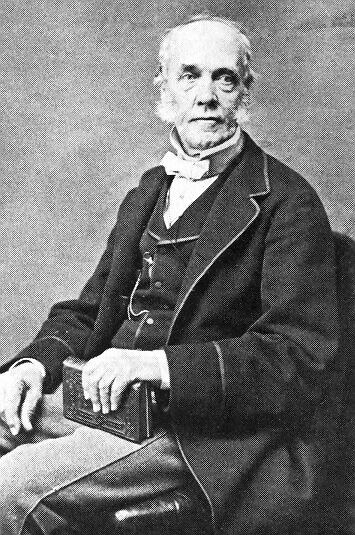
윌리엄 라셀

윌리엄 라셀(William Lassell, 1799년 6월 18일 ~ 1880년 10월 5일)은 영국의 천문학자이다.
볼턴에서 태어났다. 독학으로 천문학을 공부하여 리버풀 교외에 사립천문대를 설립하였다.
지름 1 m짜리 반사망원경을 만들어, 1846년 해왕성의 위성 트리톤을 발견하였으며, 1848년 W. C. 본드와 비슷한 시기에 토성의 위성 히페리온을, 1851년 천왕성의 위성 아리엘과 움브리엘을 찾아내었다. 1852년 지름 120 cm의 반사망원경을 만들어 600여 개의 성운을 발견하는 데 이용하였다.
1849년과 1858년 영국왕립천문학회로부터 메달을 받았다.